# Opal Palmer Adisa
Opal Palmer Adisa (sinh ngày 6 tháng 11 năm 1954) là một nhà thơ, tiểu thuyết gia, nghệ sĩ trình diễn và nhà giáo dục từng đoạt giải thưởng người Jamaica. Được tuyển tập trong hơn 400 ấn phẩm, bà là người thường xuyên thực hiện công việc của mình trên phạm vi quốc tế. Giáo sư danh dự tại Đại học Nghệ thuật California, Tiến sĩ Adisa cũng là Giám đốc hiện tại của Viện Nghiên cứu Giới và Phát triển tại Đại học West Indies, Mona Campus, Jamaica,nơi cô hiện đang cư trú.

## Tác phẩm và sáng tác
Opal Palmer Adisa có hai bằng thạc sĩ tại Đại học bang San Francisco và bằng tiến sĩ tại Đại học California tại Berkeley. Trước đây bà đã giảng dạy các khóa học đại học và sau đại học tại Đại học Nghệ thuật California, Đại học Stanford, Đại học Berkeley và Đại học bang San Francisco. Từ năm 1993 đến 2017, Adisa đã dạy viết và văn học và từng là Chủ tịch Chương trình Đa dạng Văn hóa/Dân tộc học tại Đại học Nghệ thuật và Thủ công Mỹ nghệ California ở Oakland. Vào mùa xuân năm 2010, bà đã đến thăm giáo sư và biên tập viên tại Đại học Quần đảo Virgin (UVI), Cơ sở St. Croix và trong hai năm, bà đã biên tập cho The Caribbean Writer, tạp chí văn học vùng Caribe nổi tiếng của UVI. Vào tháng 9 năm 2017, Opal được bổ nhiệm vào vị trí Giám đốc của Viện Nghiên cứu Giới và Phát triển tại Đại học Tây Ấn ở Mona, Jamaica, nơi bà hiện đang cư trú. Năm 2018, Tiến sĩ Adisa đã được trao tặng danh hiệu Giáo sư danh dự, để vinh danh 25 năm đóng góp của bà cho Đại học Nghệ thuật California và trong lĩnh vực của mình.
Một yếu tố quan trọng trong thơ của bà là việc sử dụng ngôn ngữ quốc gia, mà bà đã nói: "Tôi phải công nhận Louise Bennett đã cấp phép cho tôi, để nói, viết bằng Ngôn ngữ quốc gia, vì đó là cách đối đãi của cô ấy cho phép tôi cho thấy vẻ đẹp của ngôn ngữ của chúng ta. Hơn nữa, chỉ có một số điều không có cùng cảm giác thân mật hoặc hoa mỹ nếu không được nói bằng ngôn ngữ quốc gia.... Tôi sử dụng ngôn ngữ dân tộc khi đó là cách duy nhất và là cách tốt nhất để đưa ra quan điểm của tôi, để nói những gì tôi muốn nói từ tâm tư của tôi. Nhưng tôi cũng sử dụng nó, để ngắt và gián đoạn tiếng Anh tiêu chuẩn như một lời nhắc nhở bản thân rằng tôi có một cái lưỡi khác, nhưng cũng khiến độc giả phải lắng nghe và đọc kỹ hơn, để lượm lặt từ ngôn ngữ nhạy cảm vùng Caribbean mà tôi luôn đưa tới, đôi khi tinh tế, đôi khi mạnh mẽ hơn. Ngôn ngữ dân tộc cho phép tôi truyền vào bài thơ tất cả mùi vị và màu sắc của nước nhà".